# International Symposium on Mathematical Foundations of Computer Science
La conférence International Symposium on Mathematical Foundations of Computer Science  (abrégé en MFCS) est une conférence scientifique dans le domaine de l’informatique théorique.

## Thèmes et organisation
Les thèmes de la conférence couvrent tout le spectre de l'informatique théorique, et notamment:
Théorie algorithmique des jeux • Théorie algorithmique de l’apprentissage (Algorithmic learning theory) • Algorithmes et structures de données (y compris séquentiels, parallèles, distribués, randomisés, graphes, réseaux, on-line, paramétrés, d'approximation,  d'optimisation) • Théorie des automates et des langages formels  • Bio-informatique • Combinatoire des mots, des arbres et d'autres structures • Complexité informatique (structurelle et modèle) • Géométrie algorithmique • Raisonnement assisté par ordinateur • Concurrency theory • Cryptographie et sûreté informatique • Bases de données et systèmes à base de connaissances • Méthodes formelles et développement de programmes • Fondement du calcul • Logique, algèbre et catégories en informatique • Informatique mobile  • Modèles de calcul • Réseaux  • Calcul parallèle et distribué • calcul quantique • Sémantique et vérification de programmes • Aspects théorique de l'intelligence artificielle • Types en informatique
Les contributions sont, comme d'usage dans ces conférences, évaluées par des pairs. 
Pour la 41e conférence de 2016, 195 articles ont été proposés, dont 84 ont été acceptés, soit 43 %, venant de près de 40 pays. Chaque proposition a été examinée par trois rapporteurs, l’évaluation a duré près de sept semaines.
Comme il est d'usage, un certain nombre de conférenciers sont invités pour des communications plénières. En 2016, cinq conférences invitées ont été données.
Un Steering Committee (comité de surveillance) veille au maintien des orientations de la conférence. Depuis 2012, il est présidé par Antonín Kučera.
Un best paper award et un best student paper award sont décernés chaque année.
En 2014, le classement établi par Microsoft classe la conférence 14e dans sa liste.

## Historique
MFCS a lieu chaque année depuis 1972, habituellement au début de l’automne. Jusqu'en 2012, les conférences avaient lieu dans l'est de l'Europe, en alternance dans une ville de Pologne, Tchécoslovaquie, Tchéquie et Slovaquie. Depuis 2013, les lieux de la conférence s'étendent à toute l'Europe.
De 1974 à 2015, les communications acceptées étaient publiées par Springer dans la collection Lecture Notes in Computer Science. Depuis 2016, les actes sont publiées par le Leibniz-Zentrum für Informatik.
Les conférences récentes sont :
- MFCS 2010, à Brno, République tchèque
- MFCS 2011, à Varsovie, Pologne
- MFCS 2012, à Bratislava, Slovaquie
- MFCS 2013, à Klosterneuburg, Autriche
- MFCS 2014, à Budapest, Hongrie
- MFCS 2015, à Milan, Italie
- MFCS 2016, à Cracovie, Pologne (actes dans LIPIcs 58)
- MFCS 2017 Aalborg, Danemark

## Articles liés
- Liste des principales conférences d'informatique théorique.